# Unterseeboot 581
L'Unterseeboot 581 ou U-581 est un sous-marin allemand (U-Boot) de type VIIC utilisé par la Kriegsmarine pendant la Seconde Guerre mondiale.
Le sous-marin fut commandé le 8 janvier 1940 à Hambourg (Blohm & Voss), sa quille fut posée le 25 septembre 1940, il fut lancé le 12 juin 1941 et mis en service le 31 juillet 1941, sous le commandement du Kapitänleutnant Werner Pfeifer.
Il fut coulé par un navire de guerre britannique près des Açores, en février 1942.

## Conception
Unterseeboot type VII, l'U-581 avait un déplacement de 769 tonnes en surface et 871 tonnes en plongée. Il avait une longueur totale de 67,10 m, un maître-bau de 6,20 m, une hauteur de 9,60 m et un tirant d'eau de 4,74 m. Le sous-marin était propulsé par deux hélices de 1,23 m, deux moteurs diesel Germaniawerft M6V 40/46 de 6 cylindres en ligne de 1 400 cv à 470 tr/min, produisant un total de 2 060 à 2 350 kW en surface et de deux moteurs électriques BBC GG UB 720/8 de 375 cv à 295 tr/min, produisant un total 550 kW, en plongée. Le sous-marin avait une vitesse en surface de 17,7 nœuds (32,8 km/h) et une vitesse de 7,6 nœuds (14,1 km/h) en plongée. Immergé, il avait un rayon d'action de 80 milles marins (150 km) à 4 nœuds (7,4 km/h; 4,6 milles par heure) et pouvait atteindre une profondeur de 230 m. En surface son rayon d'action était de 8 500 milles nautiques (soit 15 700 km) à 10 nœuds (19 km/h). 
L'U-581 était équipé de cinq tubes lance-torpilles de 53,3 cm (quatre montés à l'avant et un à l'arrière) qui contenait quatorze torpilles. Il était équipé d'un canon de 8,8 cm SK C/35 (220 coups) et d'un canon antiaérien de 20 mm Flak. Il pouvait transporter 26 mines TMA ou 39 mines TMB. Son équipage comprenait 4 officiers et 40 à 56 sous-mariniers.

## Historique
Il reçut sa formation de base au sein de la 5. Unterseebootsflottille jusqu'au 30 novembre 1941 et intégra sa formation de combat dans la 7. Unterseebootsflottille.
Le sous-marin appareilla à Kiel et prit la mer pour sa première patrouille de guerre le 13 décembre 1941. Il passa par la Mer du Nord et patrouilla dans l'Atlantique Nord entre les îles Féroé et les Îles Shetland (zone GIUK). Il rentra à Saint-Nazaire, en France occupée le 24 décembre 1941, sans succès.
Il quitta la base-sous-marine pour la dernière fois le 11 janvier 1942.
Le 19 janvier, il coula le chalutier armé britannique HMS Rosemonde au nord-est des Açores.
L'U-581 fut coulé le 2 février 1942 par des charges de profondeur du destroyer britannique HMS Westcott (D47) (en), près des Açores à la position 38° 24′ N, 28° 30′ O.
Quatre des quarante-cinq hommes d'équipage sont morts dans cette attaque.
L'un des officiers de l'U-Boot, Walter Sitek, nagea six kilomètres pour rejoindre la terre ferme. Il fut rapatrié vers l'Allemagne par l'Espagne neutre de Franco. Sitek survécu à la guerre.

## Commandement
- Kapitänleutnant Werner Pfeifer du 31 juillet 1941 au 2 février 1942.

## Affectations
- 5. Unterseebootsflottille du 31 juillet 1941 au 30 novembre 1941 (Période de formation).
- 7. Unterseebootsflottille du 1er décembre 1941 au 2 février 1942 (Unité combattante).

## Patrouilles
|       | Commandant            | Départ           | Départ      | Arrivée          | Arrivée     | Jours    | Succès |
| ----- | --------------------- | ---------------- | ----------- | ---------------- | ----------- | -------- | ------ |
| 1     | Kptlt. Werner Pfeifer | 13 décembre 1941 | Kiel        | 24 décembre 1941 | St. Nazaire | 12 jours |        |
| 2     | Kptlt. Werner Pfeifer | 11 janvier 1942  | St. Nazaire | 2 février 1942   | Coulé       | 23 jours | 364    |
| Total | Total                 | Total            | Total       | Total            | Total       | 35 jours | 364 t  |

Note : Kptlt. = Kapitänleutnant

## Navire coulé
L'U-581 coula 1 navire de guerre auxiliaire de 364 tonneaux au cours des 2 patrouilles (35 jours en mer) qu'il effectua.
| Date            | Nom           | Nationalité | Tonnage | Fait  | Localisation         |
| --------------- | ------------- | ----------- | ------- | ----- | -------------------- |
| 19 janvier 1942 | HMS Rosemonde | Royal Navy  | 364     | Coulé | 38° 00′ N, 16° 00′ O |